# Aeschynanthus medogensis
Aeschynanthus medogensis är en tvåhjärtbladig växtart som beskrevs av Wen Tsai Wang. Aeschynanthus medogensis ingår i släktet Aeschynanthus och familjen Gesneriaceae. Inga underarter finns listade i Catalogue of Life.